# Kamacops
Kamacops is een geslacht van uitgestorven dissorophoïde temnospondyle Batrachomorpha (basale 'amfibieën'), bekend uit het Midden- tot Laat-Perm van Rusland, dat werd beschreven door Yuri Gubin in 1980. 

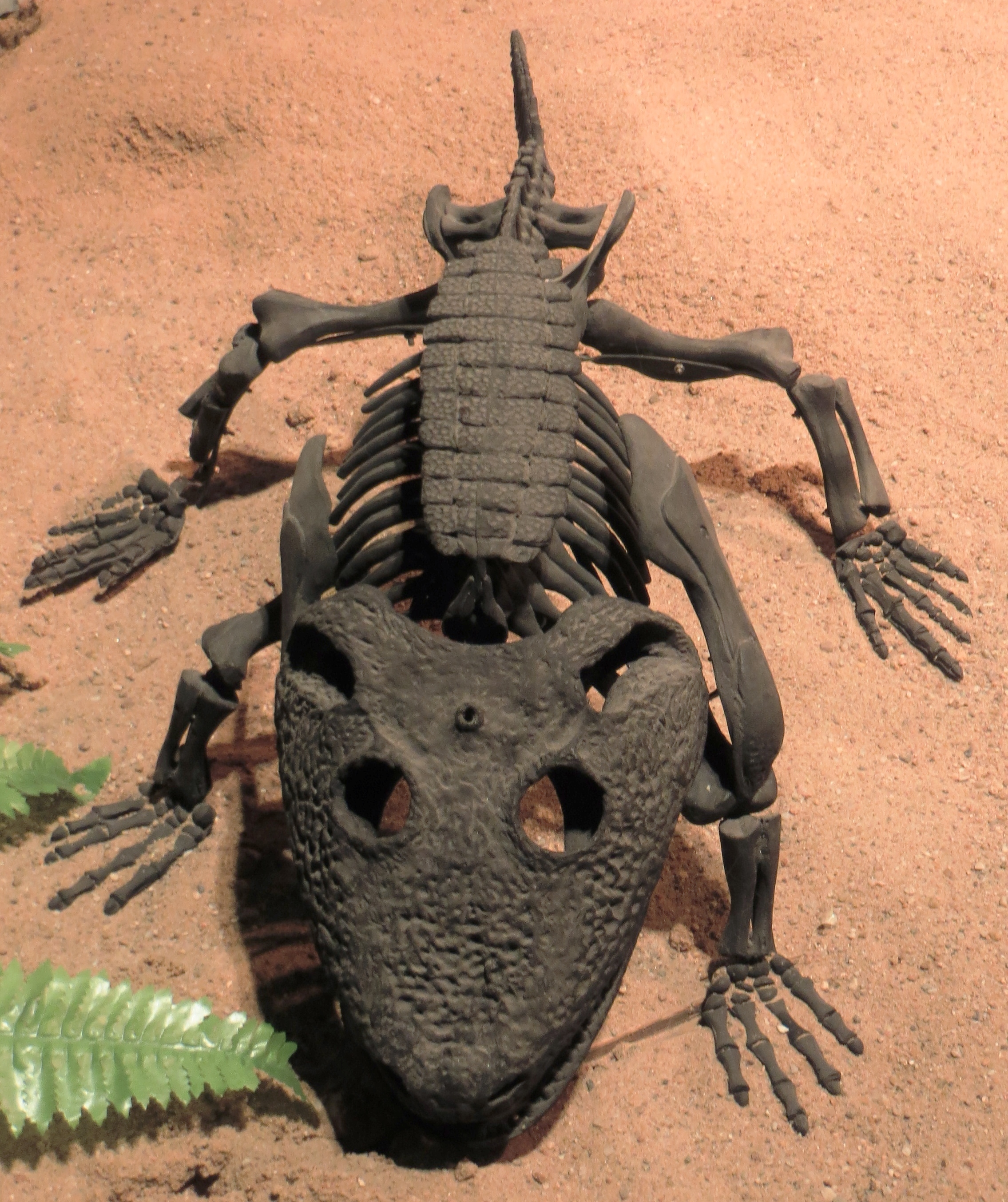
Het skelet

Het is bekend van de enige soort Kamacops acervalis, waarvan het materiaal momenteel wordt bewaard in het paleontologisch instituut van de Russische Academie van Wetenschappen. Kamacops is een van de jongste dissorofoïden, samen met Iratusaurus en Zygosaurus uit Rusland en Anakamacops uit China en was een van de grootste bekende dissorophoïden met een geschatte schedellengte van vierentwintig tot dertig centimeter. Het wordt meestal gevonden als zijnde het nauwst verwant aan Zygosaurus en de Noord-Amerikaanse Cacops. Een gedetailleerde studie van het hersengebied werd uitgevoerd door Schoch (1999), een van de eersten die dit gebied bij dissorofoïden onderzocht. Deze studie onthulde uitgebreide co-ossificatie van de hersenpan.